# Cycas lindstromii
Cycas lindstromii S.L.Yang, K.D.Hill & N.T.Hiêp, 1997 è una pianta appartenente alla famiglia delle Cycadaceae, endemica del Vietnam.

L'epiteto specifico lindstromii è dato in onore allo svedese Anders Lindström, appassionato stoccolmese di Cycadales.

## Descrizione
È una cicade con fusto acaulescente, con diametro di 5-8 cm.
Le foglie, pennate, lunghe 40-100 cm, sono disposte a corona all'apice del fusto e sono rette da un picciolo lungo 15-35x cm; ogni foglia è composta da 50-140 paia di foglioline lanceolate, con margine intero, lunghe mediamente 10-17 cm, di colore verde chiaro (verde giallognolo inferiormente), inserite sul rachide con un angolo di 45-60°.
È una specie dioica con esemplari maschili che presentano microsporofilli disposti a formare strobili terminali di forma fusoidale, lunghi 12-20 cm e larghi 4-5 cm ed esemplari femminili con macrosporofilli che si trovano in gran numero nella parte sommitale del fusto, con l'aspetto di foglie pennate che racchiudono gli ovuli, in numero di 2-4.  
I semi sono ovoidali, lunghi 29-37 mm, ricoperti da un tegumento di colore arancione.

## Distribuzione e habitat
È diffusa lungo la costa orientale del Vietnam meridionale.

Prospera su terreni profondi e sabbiosi misti con graniti silicei, a bassa altitudine.

## Conservazione
La IUCN Red List classifica C. lindstromii come specie in pericolo di estinzione (Endangered).

La specie è inserita nella Appendice II della Convention on International Trade of Endangered Species (CITES)